# Сотодате Сьо
Сотодате Сьо (5 серпня 1991) — японський плавець.
Учасник Олімпійських Ігор 2012 року.